# Trichlor(dichlorphenyl)silan
Trichlor(dichlorphenyl)silan ist ein Isomerengemisch mehrerer chemischer Verbindungen. Es handelt sich um ein chloriertes Silan-Derivat, welches in Wasser unlöslich ist.

## Verwendung
Trichlor(dichlorphenyl)silan wird zur Herstellung von Siliconpolymeren verwendet.

## Sicherheitshinweise
Trichlor(dichlorphenyl)silan hat die UN-Nummer 1766. Die Nummer zur Kennzeichnung der Gefahr lautet X80 und es ist in die Klasse 8 (Ätzende Stoffe) eingestuft.